# Ried (Lindenberg im Allgäu)

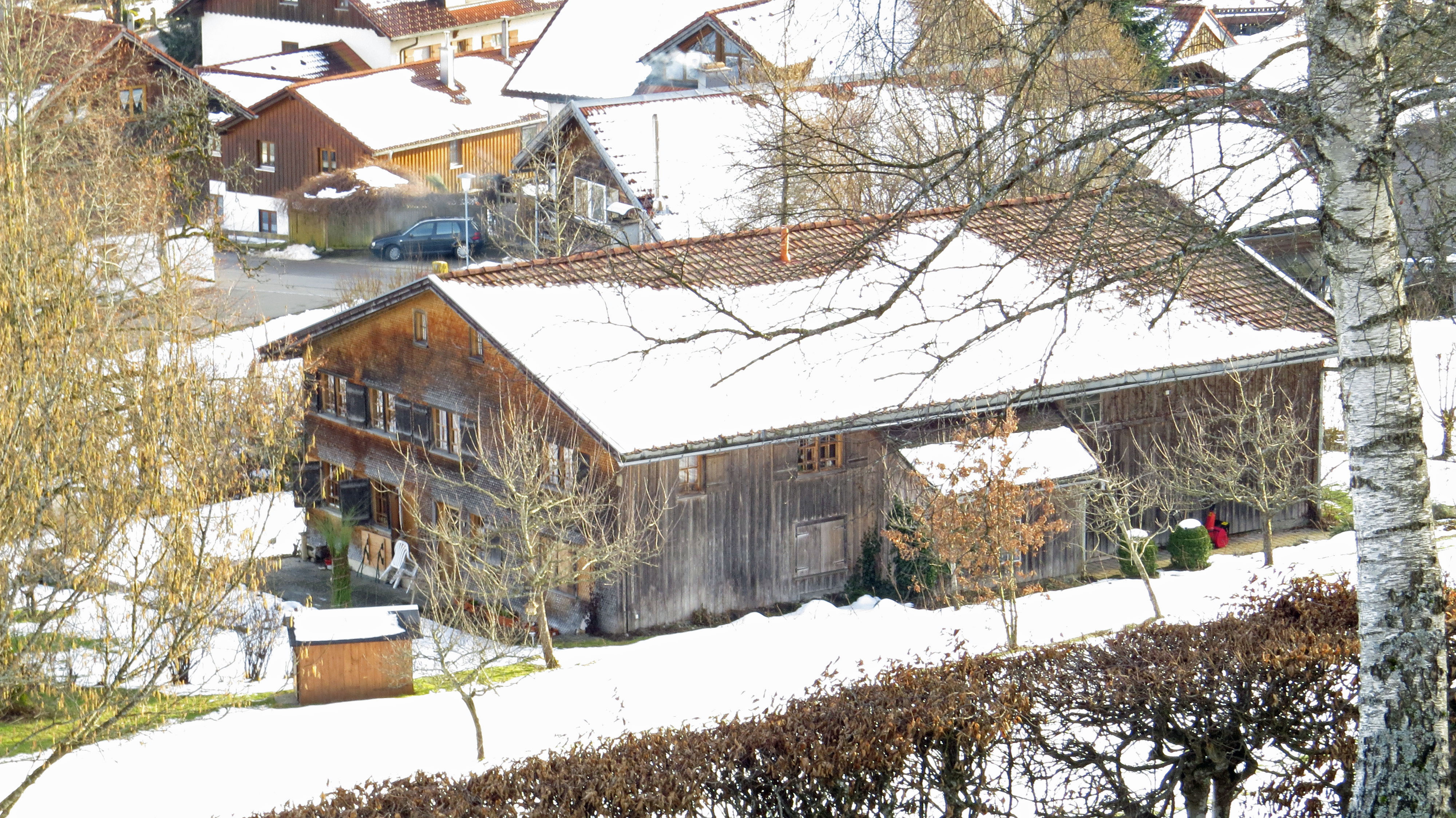
Baudenkmal in Ried

Ried (westallgäuerisch: Riərd) ist ein Gemeindeteil der Stadt Lindenberg im Allgäu im bayerisch-schwäbischen Landkreis Lindau (Bodensee).

## Geographie
Das Dorf liegt circa zwei Kilometer südlich des Hauptortes Lindenberg am Hang des Rohtachtals und zählt zur Region Westallgäu. Nördlich des Orts verläuft die Queralpenstraße B 308.

## Ortsname
Der Ortsname bezeichnet eine Rodesiedlung oder eine (Siedlung im/beim) Ried, Sumpfgebiet.

## Geschichte
Ried wurde erstmals im Jahr 1561 urkundlich erwähnt. Der Ort gehörte einst der Herrschaft Altenburg an.

## Einrichtungen
In Ried befindet sich eine Fachklinik für Psychosomatik und Orthopädie der Deutschen Rentenversicherung Schwaben, die Platz für 145 Patienten bietet. Sie wurde 1930 nach Initiative von Heinrich Brauns von der Landesversicherungsanstalt Schwaben eröffnet.

## Baudenkmäler
Siehe: Liste der Baudenkmäler in Ried